# CD79B
CD79B (англ. B-cell antigen receptor complex-associated protein beta chain) — мембранный белок, продукт гена человека CD79B. Вместе с родственным белком CD79A образует гетеродимер, ассоциированный с мембрано-связанным иммуноглобулином на поверхности B-лимфоцита, что формирует B-клеточный рецептор. Аналогичным образом CD79A ассоциирует с CD3 в Т-клеточном рецепторе и позволяет клетке отвечать на присутствие антигена на клеточной поверхности. Ген CD79B связан с развитием агаммаглобулинемии 6-го типа.

## Структура белка
CD79B состоит из 229 аминокислот, молекулярная масса 26,0 кДа. В результате альтернативного сплайсинга образуются 3 изофомы.

## Функции
CD79b требуется вместе с CD79a для инициации сигнального каскада, активируемого комплексом B-клеточного рецептора, который приводит к интернализации комплекса, его переносу в поздние эндосомы и презентации антигена. Белок повышает фосфорилирование CD79a, возможно, за счёт рекрутирования киназ, которые фосфорилируют CD79a либо за счёт рекрутирования белков, связывающихся с CD79a и защищают его от дефосфорилирования.